# Wahl in Haiti 1817
Die Wahl in Haiti 1817 fand lediglich in der südlichen Republik des damals geteilten Lands statt und erlaubte es aufgrund restriktiver Regelungen der Verfassung nur rund drei Prozent der Einwohner, ihre Stimme abzugeben.

## Hintergrund
In den Jahren 1807 bis 1820 war Haiti in das Königreich der Haitianer afrikanischen Ursprungs unter Henri Christophe im Norden und die Republik der Kreolen im Süden unter Alexandre Pétion und Jean-Pierre Boyer gespalten.
Im Jahr 1816 berief Pétion wenige Monate vor seinem Tod einen Ausschuss ein, der in Grand-Goâve zusammentrat und eine neue Verfassung entwarf, die diejenige des Jahres 1806 ersetzte. Die neue Verfassung sah einen Senat (14 Sitze) und ein Unterhaus (29 Mitglieder) vor.
Bei den ersten Wahlen im Jahr 1817 galt grundsätzlich ein allgemeines Wahlrecht. Ausgenommen waren jedoch „Frauen, Kriminelle, Schwachsinnige und Bedienstete“. Der Begriff „Bedienstete“ schloss nicht nur Dienstboten ein, sondern auch Landarbeiter. Somit konnte faktisch nur die männliche Elite der Republik, einschließlich der Armee, wählen. Dies entsprach rund drei Prozent der Bevölkerung.